# Embraer EMB-710
O Embraer EMB-710 "Carioca" é um avião monomotor comercial a pistão, produzido no Brasil pela Embraer e, posteriormente, por sua subsidiária Neiva, sob licença da norte-americana Piper Aircraft.
Na verdade este é o nome brasileiro do modelo Cherokee 235 Pathfinder.

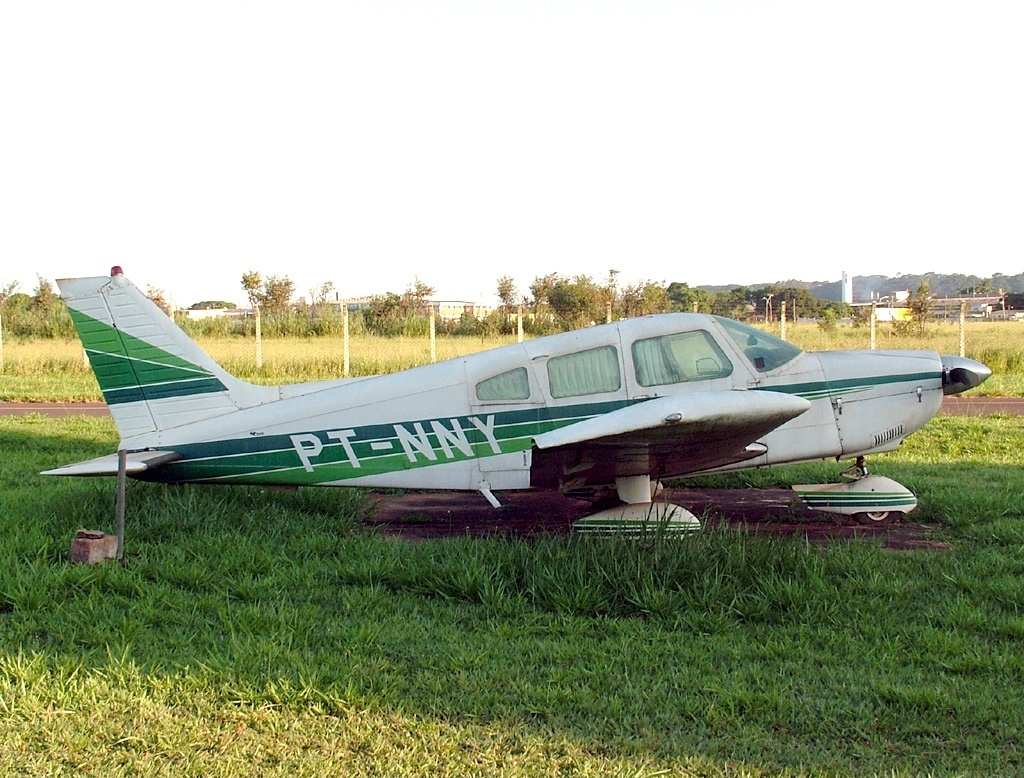
Embraer Carioca

Lançado em 1975, foi fabricado até 1983. Considerado econômico e seguro, percorre cerca de seis quilômetros com um litro de combustível. Teve grande aceitação, com um total de 235 unidades fabricadas.
Com quatro lugares, incluindo piloto, fácil de ser pilotado, dotado de um sistema especial de ventilação e baixo nível de ruído na cabine, foi muito utilizado como pequeno táxi-aéreo e para treinamento.
Sua fuselagem é do tipo monocoque, com estrutura primária de liga de alumínio. Equipado com asa semi-afilada, o monomotor EMB-710 Carioca pode atingir a velocidade de 237 km/h com seu motor Lycoming de 235 HP. Seu trem de pouso é fixo, triciclo.